# Dronningmølle
Dronningmølle is een kustplaats in de Deense regio Hovedstaden, gemeente Gribskov, en telt 877 inwoners (2007).
- Library of Congress Control Number: n96105169
- Nationale Bibliotheek van Israël: 987007533201905171
- Virtual International Authority File: 132695929